# Денят, в който Земята избухна
„Денят, в който Земята избухна“ (на английски: The Day the Earth Blew Up: A Looney Tunes Movie) е американски анимационен научнофантастичен приключенски комедиен филм от 2024 г., продуциран от „Уорнър Брос Анимейшън“. Режисьор е Пийт Браунгарт (неговия режисьорски дебют), а сценарист е Кевин Костело. Това е първият пълнометражен анимационен некомпилационен филм в поредицата „Шантави рисунки“, който ще бъде излъчен по кината. Филмът е спиноф на сериала „Шантави рисунки-мисунки“, който е създаден от Браунгарт и в него озвучава Ерик Бауза. Главните персонажи на филма са Дафи Дък и Порки Пиг, които се опитват да спасят Земята от извънземно нашествие.
Премиерата на филма се състои в анимационния фестивал „Анси“ на 11 юни 2024 г., и излиза по кината в Съединените щати на 14 март 2025 г. в разпространение от „Кечъп Ентъртейнмънт“.

## Кратко описание
В резултат на поредица от пакости във фабриката за бонбони Дафи Дък и Порки Пиг се натъкват на таен извънземен заговор за завладяване на Земята чрез мозъчен контрол. Двамата трябва да работят заедно, за да спрат извънземните, и същевременно да не си скъсат взаимно нервите.

## Актьорски състав
- Ерик Бауза – Дафи Дък и Порки Пиг[4][5]
- Кенди Майло – Петуния Пиг[5]
- Питър Макникъл – Нашественикът[5]
- Фред Таташор – Фермерът Джим, ученият[6]
- Лорейн Нюман – Хазайката[6]
- Уейн Найт – кметът[6]

## Производство
През септември 2021 г. е съобщено, че филмът, базиран на сериала „Шантави рисунки-мисунки“ с участието на Дафи Дък и Порки Пиг, бива подготвен. Сценарист е Кевин Костело, който е работил над игрално-анимационния филм „Том и Джери“, а аниматорът Пийт Браунгарт от екипа на „Шантави рисунки-мисунки“ е изпълнителен продуцент и режисьор на този филм.
През 2022 г. на Сан Диего Комик-Кон е разкрито заглавието на филма – The Day the Earth Blew Up: A Looney Tunes Movie.
Боб Бъргън, официалният глас на Порки Пиг, потвърждава в свой пост в „Туитър“, че няма да го озвучава във филма.

## В България
В България филмът излиза по кината на 15 ноември 2024 г. в разпространение от „Про Филмс“.